# Фейра-де-Сантана
Feira de Santana (португальською мовою «ярмарок святої Анни») — місто в Баїї, Бразилія. Це друге за чисельністю населення місто штату, з населенням 619 609 осіб, згідно з оцінкою IBGE у 2020 році. Знаходиться за 100 км на північний захід від Сальвадора, столиці Баїї. Ці міста з'єднує BR-324, чотирьох-смугова розділена магістраль.

## Ім'я
Фейра-де-Сантана, раніше названа як Feira de Santa Anna, названа на честь ярмарків великої рогатої худоби, що проводяться на плантації St-Anne-of-the-Fountains Plantation (Fazenda Sant'Anna dos Olhos D’Água) у 19 ст.

## Історія

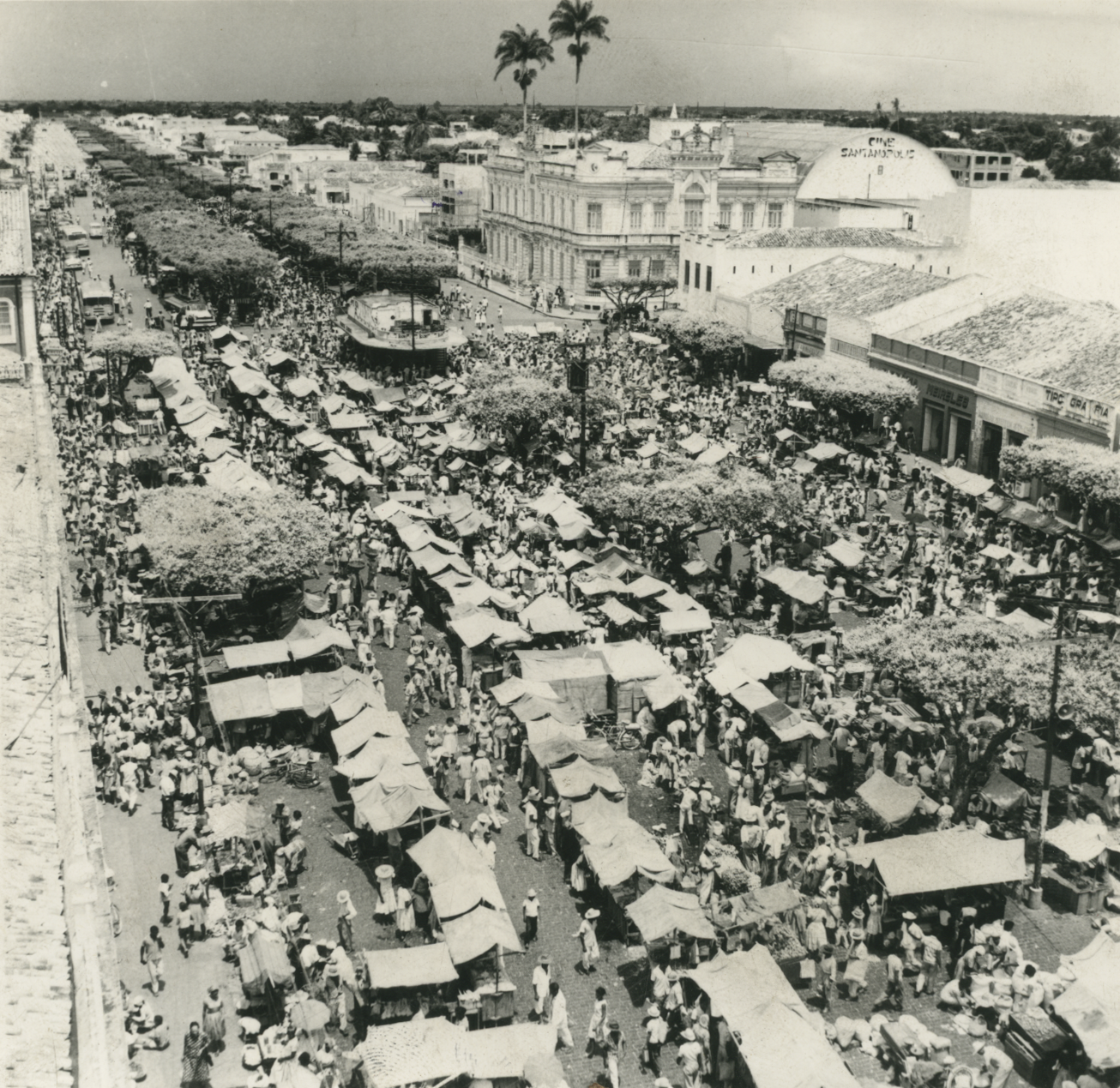
Фейра де Сантана, 1963 рік.

Плантація Сент-Анн-оф-Зе-Фонтани була заснована у 18 столітті Домінгосом Барбозою де Араухо та його дружиною Анною Брандоа. Розташоване на краю «заселеної місцевості» Баїї (sertão), він став центром для ковбоїв на шляху з пасовищ до порту Кашуейра. Практика ковбоїв розпалювати щорічні пожежі, щоб розчистити старі чагарники, врешті-решт погіршила природну посушливість регіону до такої міри, що скотарство занепало, але на той час бразильці та іноземці почали вважати цей район своїм домом. Почало розвиватися місто з широкими вулицями, які межували з комерційними будинками, що обслуговували зростаюче населення району. Він був зареєстрований як друге місто в Баїї після столиці та 31-е у всій колоніальній Бразилії.
Сьогодні, Фейра-де-Сантана залишається другим за величиною містом штату Баїя і важливим пунктом зупинки для мандрівників.

## Культура
Фейра-де-Сантана славиться своїми вечірками та фестивалями, зокрема Днем святої Анни (Senhora Sant'Ana) в останній тиждень липня, де представлені такі заходи, як bumba-meu-boi, segura-a-véia та burrinha. Карнавальна вечірка Мікарета проводиться через 15 днів після Песаха; фестиваль Violeiros у вересні; і ослині перегони в листопаді. Місто може похвалитися кількома цікавими туристичними об'єктами, серед яких ринок місцевих художників, музей сучасного мистецтва та астрономічну обсерваторію Антарес. Місто є резиденцією римо-католицької архідієцезії Фейра-де-Сантана.

## Історичні споруди
Фейра-де-Сантана є домом для численних історичних споруд, багато з яких визнані пам'ятками Бразилії на федеральному рівні або на рівні штату Баїя. Історичному центру в цілому бракує національного чи державного захисту.
- Церква Богоматері Лікування (Igreja de Nossa Senhora dos Remédios)
- Собор Св. Анни (Catedral de Santana)
- Естрада на площі Бернардіно Баїя (Coreto da Praça Bernardino Bahia)
- Естрада на площі Матріз (Coreto da Praça da Matriz)
- Естрада на площі Фрос да Мотта (Coreto da Praça Fróes da Motta)
- Будівля філармонії 25 березня (Filarmônica 25 de Março)
- Церква Господа станцій (Igreja Senhor dos Passos)
- Каплиця Святого Йосифа з Ітапоророкаса (Matriz de São José de Itapororocas)
- Ратуша Фейра-де-Сантана (Paço Municipal, Feira de Santana)
- Панно художника Леніо Брага (Painel do Artista Lênio Braga)
- Будівля школи Марії Кітерії (Prédio da Escola Maria Quitéria)
- Санта-Каса-де-Мізерікордія з Фейра-де-Сантанана (Prédio da Santa Casa da Misericórdia de Feira de Santana)
- Будівля Віла Фроес да Мотта (Prédio da Vila Froés da Motta)
- Муніципальний громадський архів Фейра-де-Сантана (Prédio do Arquivo Público Municipal)
- Колишня звичайна школа Feira de Santana (Prédio do Grupo Escolar JJ Seabra, Antiga Escola Normal Rural)
- Муніципальний ринок Фейра-де-Сантана (Prédio Mercado Municipal, Feira de Santana)[9]

## Економіка і транспорт
Місто обслуговується аеропорт імені губернатора Жуана Дурваля Карнейро. Завдяки великому перехрестю північно-східних бразильських автомагістралей поблизу, Фейра-де-Сантана функціонує як перехрестя для транспорту, що прямує з південної та західно-центральної частин Бразилії до Сальвадору та інших важливих міст на північному сході країни. Частково завдяки своєму давньому значенню як перехрестя і близькості до Сальвадору, Фейра-де-Сантана сьогодні є важливим і різноманітним комерційним та промисловим центром.

## Освіта
Університет Estadual de Feira de Santana.

## Спорт
Тут є автоспортивний ралійний клуб Trail Clube Bahia, який робить значний внесок у перегони Rally Bahia.
Головний стадіон міста — Estádio Alberto Oliveira, один із головних стадіонів штату Баїя. Другий стадіон міста Estádio Jodilton Souza.
Також присутні чотири футбольних клуби: Байя де Фейра, Фейренсе ЕС, Флуміненсе де Фейра та Асоціація Деспортіва Комунітарія Астро.

## Відомі люди
- Андерсон Таліска, футболіст
- Карлос Феліпе, боєць змішаних єдиноборств (Ultimate Fighting Championship)
- Кріштіану Тейшейра, футболіст
- Дівалдо Перейра Франко, спіритист-медіум
- Фабіо Байано, футболіст у відставці
- Ірвінг Сан-Паулу, актор
- Джоедсон Сантос Алмейда, футболіст
- Хорхе Вагнер, футболіст у відставці
- Жуніор Баяно, футболіст у відставці
- Марія Кітерія, лейтенант і перша жінка, яка служила у військовій частині в Бразилії

## Перегляньте також
- Державний університет Фейра-де-Сантана
- Найбільші міста північно-східного регіону, Бразилія
- Торговий бульвар Фейра-де-Сантана